# Köfeln
Köfeln ist ein Ortsteil der Gemeinde Harth-Pöllnitz im Landkreis Greiz in Thüringen.

## Geografie
Köckritz und Köfeln bilden mit den landwirtschaftlichen Nutzflächen muldenartig umgebenen Orten eine bildliche Einheit mit Kontakt zur benachbarten Stadt Weida. Die regionale Verbindung ist gegeben.

## Geschichte
Mit Stand von 2011 hatte Köfeln 95 Einwohner. Bereits 1193 wurde Köfeln im Kloster Mildenfurth erwähnt. Am 4. Oktober 1209 wurde die Ansiedlung erstmals urkundlich genannt.
Zum 9. April 1994 erfolgte der Zusammenschluss mit den Nachbargemeinden Burkersdorf und Frießnitz zur Gemeinde Harth. Diese schloss sich wiederum am 21. Dezember 1995 mit der Gemeinde Pöllnitz zur Gemeinde Harth-Pöllnitz zusammen.

## Wirtschaft
In den großen ehemaligen Bauernhöfen sind Handels- und Dienstleistungsunternehmen eingezogen. Gartenbetriebe und Holzhändler sind auch sesshaft geworden. Die Landwirtschaft ist nach wie vor bestimmend.